# Howard Shelley
Howard Gordon Shelley, OBE, (Londra, 9 marzo 1950), è un pianista e direttore d'orchestra britannico.

## Biografia
Fu educato alla Highgate School e al Royal College of Music. È sposato con la collega pianista Hilary Macnamara, con la quale si è esibito ed ha registrato in una partnership a due pianoforti e hanno due figli.

## Esecutore
Dopo aver vinto il premio principale al Royal College of Music alla fine del suo primo anno, la carriera di Howard Shelley iniziò con un recital di successo a Londra e un concerto Promenade trasmesso in televisione con la London Symphony Orchestra diretta da Michael Tilson Thomas nella stessa stagione. Da allora si è esibito regolarmente in tutto il Regno Unito, Europa, Scandinavia, Nord America, Russia, Australia ed Estremo Oriente. Ha anche realizzato oltre settantacinque registrazioni commerciali.
Nel 1994 gli fu conferita da Carlo, principe del Galles, una borsa onoraria del Royal College of Music.
Come pianista si è esibito, ha trasmesso e registrato in tutto il mondo con orchestre e direttori come Vladimir Ashkenazy, Pierre Boulez, Sir Adrian Boult, Colin Davis, Mariss Jansons, Gennady Rozhdestvensky e Kurt Sanderling. Durante il quarantesimo anniversario della morte di Sergej Vasil'evič Rachmaninov è diventato il primo pianista a eseguire in concerto le opere complete per pianoforte solo del compositore. I cinque recital di Londra, nella Wigmore Hall di Londra, furono trasmessi nella loro interezza dalla BBC.
Per celebrare il cinquantesimo anniversario della morte di Rachmaninoff, Howard Shelley tenne numerosi concerti, tra cui un recital al Gewandhaus di Lipsia nel giorno stesso, 28 marzo 1993, e un recital nella villa di Rachmaninoff a Lucerna su invito del nipote del compositore. Tenne cicli completi di concerti di Rachmaninoff con la Royal Scottish National Orchestra, i concerti di Beethoven con la BBC Philharmonic Orchestra e la serie di concerti di Mozart con i London Mozart Players, la Camerata Salzburg e la Münchner Symphoniker. Nel marzo 2015 eseguì per la prima volta il terzo concerto di Rachmaninoff sotto la direzione di suo figlio, Alexander Shelley, unitamente all'Orchestra Sinfonica di Norimberga. Howard Shelley è anche apparso in un documentario di Rachmaninoff mostrato alla BBC.
Shelley è stato nominato Ufficiale dell'Ordine dell'Impero Britannico (OBE) nel New Year Honours del 2009.

## Registrazioni
Le sue numerose registrazioni per Chandos, Hyperion ed EMI comprendono tutta la musica per pianoforte ed i concerti completi di Rachmaninov, i concerti di Mozart, Hummel, Mendelssohn, Moscheles, Dohnanyi e Cramer e tutte le opere per pianoforte e orchestra di Gershwin e una serie di concerti britannici tra cui Alwyn, Bridge, Howells, Rubbra, Cyril Scott, Tippett e Vaughan Williams. Le registrazioni dei concerti per pianoforte di Schumann, Grieg e Saint-Saëns e la musica completa per pianoforte e orchestra di Beethoven sono state pubblicate da Chandos.

## Direttore d'orchestra
Nel 1985 Howard Shelley fece il suo debutto professionale come direttore d'orchestra. Come direttore d'orchestra si è esibito con London Philharmonic Orchestra, London Symphony Orchestra, Royal Philharmonic Orchestra, Philharmonia Orchestra, Royal Scottish National Orchestra, Ulster Orchestra, Hong Kong Philharmonic Orchestra, Filarmonica de la Ciudad de Mexico, Munich Symphony, Seattle Symphony Orchestra, Singapore Symphony Orchestra, Melbourne Symphony Orchestra e West Australian Symphony Orchestra, tra molte altre.
Ha ricoperto incarichi di direttore associato e direttore ospite principale con i London Mozart Players in un rapporto stretto di oltre vent'anni. Ha fatto una tournée con loro in Giappone, Corea, Germania, Svezia, Italia, Paesi Bassi, Irlanda e al Festival Autunnale di Praga e ha fatto molte registrazioni con loro. Shelley è stato anche direttore principale della Uppsala Chamber Orchestra della Svezia e lavora a stretto contatto con la Camerata Salzburg, l'Orchestra di Padova e del Veneto in Italia e la Tasmanian Symphony Orchestra in Australia con la quale ha registrato diversi dischi. Tra le altre orchestre da camera con cui ha lavorato ricordiamo l'English Chamber Orchestra, la Scottish Chamber Orchestra, la Swedish Chamber, la Camera di Zurigo, le Orchestre da Camera olandese e di Stoccarda, la Northern Sinfonia, l'Ensemble Orchestral de Paris, la Leipzig Kammerphilharmonie e l'Orchestra della Svizzera Italiana a Lugano.

## Cinema e televisione
È apparso regolarmente in televisione dall'età di dieci anni quando tenne un recital di Bach e Chopin. Fu il solista al 100º anniversario dei Promenade Concerts, un concerto trasmesso in tutto il mondo. Un documentario su Ravel realizzato nel 1998 dalla Australian Broadcasting Corporation, con Shelley come direttore d'orchestra, pianista e presentatore, ha vinto la medaglia d'oro per la migliore biografia artistica dell'anno ai New York Festivals Awards.
Shelley è apparso nella colonna sonora di diversi film, tra cui Un coeur en hiver (1992), Anna Karenina (1997) e Testimony (1988). Nell'ultimo film, diretto da Tony Palmer, Ben Kingsley recitò la parte di Dmitrij Shostakovich, imitando il pianoforte di Howard Shelley.

## Famiglia
Howard Shelley è sposato con la collega pianista Hilary Macnamara ed è padre del direttore d'orchestra Alexander Shelley.